# FC 지로댕 드 보르도 B
FC 지롱댕 드 보르도 B(프랑스어: Football Club des Girondins de Bordeaux B)는 프랑스의 축구 클럽이다. 또한 FC 지롱댕 드 보르도의 리저브팀으로 활동 중이다.